# Анкинович, Степан Герасимович
Степан Герасимович Анкино́вич (1912—1985) — советский геолог, специалист в области геологии полезных ископаемых.

## Биография
Родился 22 октября (4 ноября) 1912 года в д. Кашино (ныне — Оршанский район (Витебская область), Белоруссия).
После окончания 8 класса фабрично-заводской школы (1928) работал слесарем на заводе «Красный Октябрь» (пос. Варань).
В 1932—1937 годах учился в Ленинградском горнорудном институте.
В 1938—1951 годах работал геологом в Казахстане.
С 1949 года на научно-преподавательской работе в Казахском политехническом институте, с 1970 заведовал кафедрой геологии месторождений полезных ископаемых.
Доктор геолого-минералогических наук (1964), профессор (1967).
Умер 16 июня 1985 года в Алма-Ате, похоронен на Центральном кладбище города.
Жена — Екатерина Александровна Анкинович, геолог.

## Награды и премии
- Сталинская премия второй степени (1946) — за открытие и освоение новых месторождений ванадиевых руд в Казахстане
- Сталинская премия третьей степени (1948) — геологические исследования и разведку Николаевского полиметаллического месторождения
- заслуженный работник высшей школы Казахской ССР.

## Сочинения
Автор монографии «Нижний палеозой ванадиеносного бассейна Северного Тянь-Шаня и западной окраины Центрального Казахстана».